# Sarahart
Sarahart – wieś w Armenii, w prowincji Lorri. W 2011 roku liczyła 1211 mieszkańców.